# Casa consistorial de Joensuu
La casa consistorial de Joensuu (en finés: Joensuun kaupungintalo) es un edificio de ladrillo en el centro de Joensuu, Finlandia, que alberga las oficinas del Ayuntamiento de Joensuu. Fue diseñado por Eliel Saarinen y terminado en 1914, combinando estilos del nacionalismo romántico y el Art Nouveau tardío. Además de las oficinas municipales, alberga el teatro municipal (el teatro profesional más oriental de la Unión Europea) y un restaurante. El ayuntamiento está situado a orillas del río Pielisjoki, en la calle Rantakatu. Las estatuas de la fachada fueron diseñadas por el escultor Johannes Haapasalo.
En marzo de 1966 se produjo un incendio en el edificio, que casi lo destruyó. Éste se originó en el escenario del teatro de la ciudad y se extendió al ático y la torre del salón de baile . Sin embargo, fue controlado y la parte de oficinas solo sufrió daños por agua. Los archivos del edificio fueron evacuados con éxito, pero los asientos fijados al suelo del teatro permanecieron en su lugar. Fue necesario renovar las estructuras del edificio y reconstruir casi por completo el sistema de ventilación. Los alrededores del Ayuntamiento fueron renovados en los años 90 y 2000. El paseo fue ha reducido aproximadamente un metro y la planta más baja de la casa ha adquirido mayor protagonismo. El Ayuntamiento fue renovado en 1998. 
La terraza del restaurante del teatro en el ayuntamiento es un lugar popular para conciertos de jazz y otros estilos de club. El club de teatro de la planta baja organiza periódicamente conciertos en vivo más pequeños.